# Uria Simango
Uria Timoteo Simango (15 maart 1926 - vermoedelijk 1975) was een Mozambikaans onafhankelijkheidsstrijder en een voorman van FRELIMO (Front voor de bevrijding van Mozambique). Na de moord op Eduardo Mondlane op 3 februari 1969 werd Simango aanvankelijk waarnemend voorzitter van FRELIMO. Op 25 april 1969 kwam de leiding in handen van een driekoppig directoraat, waarvan naast Simango ook Marcelino dos Santos en Samora Machel deel van uit maakten. In november werd echter al Simango geschorst door het uitvoerend comité wegens zijn contacten met geschorste leden en zijn vijandschap tegen blanke leden van FRELIMO, onder wie  de weduwe van Mondlane. Hij geraakte op een zijspoor en werd vermoord in de nasleep van de onafhankelijkheid in 1975.